# 조상열
조상열(1989년 4월 6일~ )은 대한민국의 농구 선수이다. 2012년 KBL 드래프트에서 전체 16순위로 창원 LG에 지명되었다.

## 출신 학교
- 인헌초등학교
- 광신중학교
- 광신정보산업고등학교
- 단국대학교